# Estación de Yébenes
Yébenes fue una estación de ferrocarril situada en el municipio español de Los Yébenes, en la provincia de Toledo. Perteneciente a la línea Madrid-Ciudad Real, la estación estuvo operativa entre 1879 y 1988. En la actualidad las antiguas instalaciones se encuentran abandonadas y sin servicio.

## Historia
La estación fue levantada originalmente como parte de la línea Madrid-Ciudad Real, de ancho ibérico. Dicha línea fue construida por la Compañía de los Caminos de Hierro de Ciudad Real a Badajoz (CRB) e inaugurada en 1879, si bien un año después pasaría a manos de la compañía MZA. El complejo ferroviario contaba con un edificio de viajeros, un muelle de mercancías y varias vías de servicio —en 1929 se instaló una nueva vía—. Las instalaciones se encontraban a 5 kilómetros de la población, coexistían con otras estaciones ferroviarias situadas en el término municipal: Las Guadalerzas, Urda o El Emperador. En 1941, con la nacionalización de los ferrocarriles de ancho ibérico, las instalaciones pasaron a manos de RENFE. En enero de 1988 se clausuraron las instalaciones y la mayor parte de la línea Madrid-Ciudad Real debido a la construcción del Nuevo Acceso Ferroviario a Andalucía.
En la actualidad las antiguas instalaciones se encuentran abandonadas, sin prestar servicio.